# Палаца (Козенца)
Палаца је насеље у Италији у округу Козенца, региону Калабрија.
Према процени из 2011. у насељу је живело 158 становника. Насеље се налази на надморској висини од 296 м.